# ماك أو إس إكس 10.3
ماك أو إس إكس 10.2 والذي يرمز له باسم «جاگوار» هو رابع إصدار رسمي لنظام ماك أو إس إكس، وهو نظام طورته شركة آبل للحواسيب الشخصية والسيرفر. جاء هذا النظام خلفاً لنظام ماك أو إس إكس جاگوار وسلفاً لنظام ماك أو إس إكس تايگر. وقد تم إطلاقه لأول مرة في 24 أكتوبر 2003.

## متطلبات النظام
متطلبات النظام هي:
- منفذ ناقل متسلسل عام (USB)
- قارئ أقراص مضغوطة
- الحاوسيب المدعومة:
  - پاور ماكنتوش جي3، جي4، جي5، آي ماك، إ ماك، پاوربوك جي3، پاوربوك جي4، آي بوك.
- ذاكرة الدخول العشوائي:
  - 128 ميگابايت، إلا أنه يستحسن أن تكون مابين 256 ميگابايت إلى 512 ميگابايت.
- القرص الصلب:
  - 1.5 گيگابايت
- نوع المعالج:
  - باور بي سي جي 3 أو جي 4 أو جي 5 يعمل على سرعة 233 ميگاهرتز أو أعلى

## التطبيقات والتحديثات الجديدة
- فونت بوك - مدير خطوط الكتابة لدى أبل.
- فايل ڤاولت - أداة لتشفير وفك تشفير الملفات.
- آي شات - النسخة الجديدة من آي شات والتي تدعم محادثات الصوت والصورة.
- X11.app
- سفاري - متصفح جديد تم تطويره ليكون بديلاً لمتصفح إنترنت إكسبلورر في ماك، تم تطويره بعد انتهاء العقد مابين أبل ومايكروسوفت.

## تاريخ الإصدارات
| الإصدار | البناء | التاريخ        | إسم النواة | ملاحظات                                   |
| ------- | ------ | -------------- | ---------- | ----------------------------------------- |
| 10.3    | 7B85   | 24 أكتوبر 2003 | داروين 7.0 | الإطلاق الرسمي                            |
| 10.3    | 7B86   | 24 أكتوبر 2003 | داروين 7.0 | نسخة للسيرفر                              |
| 10.3.1  | 7C107  | 10 نوفمبر 2003 | داروين 7.1 | عن تحديث ماك أو إس إكس 10.3.1             |
| 10.3.2  | 7D24   | 17 ديسمبر 2003 | داروين 7.2 | عن تحديث ماك أو إس إكس 10.3.2             |
| 10.3.2  | 7F28   |                | داروين 7.2 | نسخة محدّثة                                |
| 10.3.3  | 7F44   | 15 مارس 2004   | داروين 7.3 | عن تحديث ماك أو إس إكس 10.3.3             |
| 10.3.4  | 7H63   | 26 مايو 2004   | داروين 7.4 | عن تحديث ماك أو إس إكس 10.3.4             |
| 10.3.5  | 7M34   | 9 أغسطس 2004   | داروين 7.5 | عن تحديث ماك أو إس إكس 10.3.5; نسخة محدّثة |
| 10.3.6  | 7R28   | 5 نوفمبر 2004  | داروين 7.6 | عن تحديث ماك أو إس إكس 10.3.6             |
| 10.3.7  | 7S215  | 15 ديسمبر 2004 | داروين 7.7 | عن تحديث ماك أو إس إكس 10.3.7             |
| 10.3.8  | 7U16   | 9 فبراير 2005  | داروين 7.8 | عن تحديث ماك أو إس إكس 10.3.8             |
| 10.3.9  | 7W98   | 15 إبريل 2005  | داروين 7.9 | عن تحديث ماك أو إس إكس 10.3.9             |